# メッシーナの花嫁 (フィビフ)
『メッシーナの花嫁』（Nevěsta messinská）は、ズデニェク・フィビフが1882年から1883年にかけて作曲した3幕のオペラである。台本はフリードリヒ・フォン・シラーの戯曲に基づく。1884年3月28日、プラハ国民劇場にてアドルフ・チェフの指揮により初演された。このオペラは聴衆に対しては一定の評価が得られたが、批評家には作風がワーグナーに似ているため、理解されることはなかった。

## 楽器編成
フルート3（3番はピッコロ持ち替え）、オーボエ2、イングリッシュホルン、クラリネット2、バスクラリネット、ファゴット2、ホルン4、チューバ、トランペット2、トロンボーン3、ティンパニ、シンバル、大太鼓、トライアングル、ハープ、ハープ2、弦五部

## 演奏時間
約2時間15分。

## 登場人物
- ドンナ・イザベラ：メッシーナの女王（アルト）
- ドン・マヌエール：ドンナ・イザベラの息子（バリトン）
- ドン・ツェーザル：ドンナ・イザベラの息子（テノール）
- ディエゴ（バス）